# لیلا زانا
لیلا زانا (به کردی: لەیلا زانا) (زاده ۳ مه ۱۹۶۱) از زندانیان سیاسی و چهره‌های فعال حقوق بشر و حقوق زنان کرد تبار در ترکیه است.

## زندگی
لیلا در ۳ مه ۱۹۶۱ در سیلوان دیاربکر در کردستان ترکیه چشم به جهان گشود.مدرسه ابتدایی را رها کرد زیرا نمی توانست زبان آموزشی ترکی را بفهمد و به دلیل ممنوعیت زبان کردی , به زبان مادری اش هم حق تکلم نداشت.او در ۱۴ سالگی با مهدی زانا، یک فعال سیاسی کرد که حدود ۲۰ سال از او بزرگتر بود و شهردار دیاربکر شد ازدواج کرد. همسر او پس از کودتای نظامی ۱۹۸۰، ۱۶ سال را در زندان گذراند،. او با یادگیری زبان ترکی با دو فرزندش در دوران تحصیلشان، فعالیت سیاسی خود را آغاز و در سال ۱۹۹۱ اولین زن کردی شد که به پارلمان ترکیه انتخاب شد.
در انتخابات دیاربکر در سال ۱۹۹۱ زانا به عنوان نماینده پارلمان انتخاب شد. پس از ادای سوگند در پارلمان وی که سربندی به سه رنگ سرخ، زرد و سبز (نماد پرچم کردی) به سر داشت به کردی گفت: «من باید در راستای اینکه دو ملت کرد و ترک در یک نظام دموکراتیک با هم زندگی کنند تلاش بنمایم». تا اوت ۲۰۰۲ حکومت محدودیت‌های شدیدی را مورد زبان کردی در آموزش و رسانه‌ها وضع نموده‌بود.
در هنگام سوگند یاد کردن لیلا مجلسیان ترک با داد زدن وی را تروریست و تجزیه‌طلب نامیدند و خواهان دستگیری او شدند. البته به دلیل مصونیتش به خاطر نمایندگی مجلس، حکومت تا سه سال نتوانست وی را زندانی کند.
در سال ۱۹۹۴ به همراه سه قانون‌گذار کرد تبار دیگر هاتیپ دیجله، اورهان دوغان و سلیم ساداک، حزب تازه‌بنای دموکراسی را تأسیس نمودند که در همان آغاز ممنوع‌الفعالیت شدند.
وی از سال ۱۹۹۱ عضو پارلمان این کشور بود و به جرم صحبت کردن به زبان کردی در سال ۱۹۹۴ در حین ادای سوگند در پارلمان ترکیه به ۱۴ سال حبس محکوم شد. او پس از ده سال حبس، در سال ۲۰۰۴ آزاد شد.
لیلا زانا در سال ۱۹۹۵ از جانب پارلمان اروپا برنده جایزه ساخاروف شده بود، اما تا ۲۰۰۴ که از زندان آزاد شد موفق به دریافت آن نشد.
هم‌اینک وی دبیرکل انجمن جنبش دمکراتیک در ترکیه‌است که جریانی میانه‌رو به‌شمار می‌رود و در میان کردها از موضعی قوی برخوردار است. در انتخابات عمومی مجلس ترکیه در سال ۲۰۱۱ او دوباره به مجلس ترکیه راه یافت.
به تازگی دوباره به ده سال زندانی از سوی دولت ترک محکوم شده‌است.